# Bala Kährizli
Bala Kährizli (azerbajdzjanska: Bala Kəhrizli; tidigare ryska: Бала Кягризли: Bala Kjagrizli) är en ort i Azerbajdzjan.   Den ligger i distriktet Ağcabädi, i den centrala delen av landet, 230 km väster om huvudstaden Baku. Bala Kährizli ligger 138 meter över havet och antalet invånare är 1 106.
Terrängen runt Bala Kährizli är platt. Närmaste större samhälle är Hindarx, 6,2 km nordost om Bala Kährizli.
Trakten runt Bala Kährizli består till största delen av jordbruksmark. Runt Bala Kährizli är det ganska tätbefolkat, med 139 invånare per kvadratkilometer.